# Hans-Richard Hirschfeld
Hans-Richard Hirschfeld (* 26. Oktober 1900 in Aasbüttel; † 28. Juni 1988 in Remagen-Oberwinter) war ein deutscher Diplomat.

## Leben
Als Sohn des Gutsbesitzers Feodor Hirschfeld und seiner Frau Emma geb. Schwerdtfeger besuchte Hirschfeld das Realgymnasium in Rendsburg. Während des Militärdienstes vom 20. Juni bis 7. Dezember 1918 machte er am 23. September 1918 das Abitur. Er studierte an der Christian-Albrechts-Universität zu Kiel, der Universität Jena und der neuen Universität Hamburg Rechtswissenschaft und Staatswissenschaften. Seit 1920 war er Mitglied des Corps Thuringia Jena. Nach dem Referendarexamen am 26. Mai 1923 arbeitete er von Juni 1923 bis Januar 1924 bei der Schiffs- und Ladungskontrolle der Hamburg-Amerika-Linie, von Januar bis Mai 1924 als Matrose. Bis Mitte Dezember 1924 war er Bauarbeiter in New York. Am 14. November 1925 trat er in den Justiz- und Verwaltungsdienst des Freistaats Preußen, am 22. Dezember 1925 in den Dienst der Freien Stadt Danzig. Nach dem Assessorexamen am 29. Januar 1930 war er vom 1. November 1930 bis zum 31. Mai 1931 und vom 17. Juli 1932 bis zum 30. August 1936 in der Auswärtigen Abteilung, vom 1. Juni 1931 bis zum 16. Juli 1932 in der Präsidialabteilung des Danziger Senats. Am 1. November 1932 wurde er Regierungsrat.

### Konsularischer Dienst
Am 27. Februar 1936 wurde er in den Auswärtigen Dienst einberufen. Zum 1. Mai 1936 trat er in die NSDAP ein (Mitgliedsnummer 3.715.319). Zunächst Attaché in der Rechtsabteilung des AA, wurde er zum 3. Oktober 1936 an das Generalkonsulat in New York beordert. Im Mai 1938 wurde er Vizekonsul, im Dezember 1940 Konsul. Nachdem die deutschen Konsularbehörden in den USA im Juni 1941 geschlossen worden waren, wurde er mit kommissarischen Aufgaben im AA betraut (Personal, Verwaltung, Organisation, Auslandspropaganda). Seit dem 12. September 1941 Legationsrat, wurde er im Oktober 1943 an die Gesandtschaft Bern entsandt. Seit dem 27. Juni 1944 Gesandtschaftsrat I. Klasse, war vom 1. Juni bis zum 1. November 1945 beim Eidgenössischen Politischen Departement, Deutsche Interessenvertretung in Basel.

### Nachkriegszeit und Neuanfang
Nach Deutschland zurückgekehrt, war er freiberuflich tätig. Im November 1947 wurde er entnazifiziert.  Vom 3. Mai 1948 bis zum 29. Juni 1950 arbeitete er beim Bezirksamt Schenefeld (Kreis Steinburg) als Amtmann und Leiter des Wohnungsamtes.
Am 14. Juni 1950 wurde er wieder in den Auswärtigen Dienst einberufen, der zunächst eine Abteilung des Bundeskanzleramts war; erst im März 1951 wurde das Auswärtige Amt wiedererrichtet. Ab Ende 1951 leitete Hirschfeld das Referat für Internationales Privatrecht und Zivilrecht, seit Januar 1952 als Vortragender Legationsrat.
Am 21. September 1953 übernahm er die Leitung des wiedereingerichteten Generalkonsulats Antwerpen.  Am 2. November 1956 zum Botschafter in Reykjavík ernannt, blieb er bis zum 17. Oktober 1964 in Island, nachdem er am 25. Mai 1964 in den Ruhestand versetzt worden war.